# کاسوکه ناکاهارا
کاسوکه ناکاهارا (ژاپنی: 中原 浩介؛ زادهٔ ۱۷ مارس ۱۹۸۷) یک بازیکن فوتبال اهل ژاپن است.
از باشگاه‌هایی که در آن بازی کرده‌است می‌توان به باشگاه فوتبال جف یونایتد چیبا و باشگاه فوتبال کاماتامار سان‌اوکی اشاره کرد.